# Viridithemis viridula
Viridithemis viridula är en trollsländeart som beskrevs av Fraser 1960. Viridithemis viridula ingår i släktet Viridithemis och familjen segeltrollsländor. IUCN kategoriserar arten globalt som otillräckligt studerad. Inga underarter finns listade i Catalogue of Life.